# Arda Mandikian
Arda Mandikian (Smirne, 1º settembre 1924 – Atene, 8 novembre 2009) è stata un soprano greco.

## Biografia
Arda Mandikian nacque a Smirne nel 1924, figlia di due sopravvissuti al genocidio armeno. La famiglia si rifugiò in Grecia, dove la giovane studiò al Conservatorio di Atene e fu allieva di Alexandra Trianti ed Elvira de Hidalgo. Il 23 febbraio 1940 esordì in pubblico cantando il duetto "Mira, O Norma" dall'opera di Vincenzo Bellini insieme a Maria Callas.
Nel 1948 si recò nel Regno Unito, dove incise alcuni inni delfici del I secolo scoperti nel 1893; conobbe anche il compositore Egon Wellesz e il musicologo Jack Westrup, che la volle nel ruolo di Didone per la prima britannica di Les Troyens di Berlioz, portata in scena all'Università di Oxford nel 1950. Nel 1951 cantò nel ruolo dell'eponima protagonista nell'Incognita di Wellesz al Teatro Sadler's Wells, mentre nel 1952 cantò il ruolo di Didone in un'incisione discografica de Le Troyens diretta da Hermann Scherchen e pubblicata nel 1955. Nel 1953 fu la Strega in un'incisione di Didone ed Enea con Kirsten Flagstad nel ruolo della regina cartaginese ed esordì all'Opéra di Parigi come Euridice nell'Orfeo ed Euridice; nel novembre dello stesso anno esordì al Covent Garden nel Peter Grimes, mentre il mese seguente vi tornò come Musetta ne La bohème e poi ancora nel gennaio 1954 per cantarvi come eponima protagonista de Il gallo d'oro.
Sempre nel 1954 fu il coro femminile in The Rape of Lucretia di Benjamin Britten, in una produzione dell'English National Opera portata in tour ad Amburgo, Ginevra, Aldeburgh e Londra ed interpretò Miss Jessel nella prima mondiale de Il giro di vite al Gran Teatro La Fenice di Venezia, incidendo poi il ruolo l'anno successivo. Nello stesso anno cantò il primo inno delfico al Festival di Aldeburgh e la sua interpretazione fu di ispirazione a Britten per il tema di Apollo in Morte a Venezia. Nel 1955 fu Alice Ford nel Falstaff per il Chelsea Group, mentre nel 1956 cantò nel ruolo dell'eponima protagonista in Savitri accanto a Peter Pears e nel 1958 fu Elettra nell'Idomeneo alla St Pancras Town Hall. Concluse il suo periodo britannico nel 1959 con un recital alla Wigmore Hall; nello stesso anno esordì negli Stati Uniti con un recital al The Town Hall di New York.
All'inizio degli anni sessanta tornò in Grecia per occuparsi degli anziani genitori e la sua carriera subì una brusco arresto: fu apertamente critica nei confronti della dittatura dei colonnelli, si rifiutò di cantare in patria per protesta ma, allo stesso tempo, declinò inviti a cantare all'estero perché temeva che le autorità non le avrebbero permesso di ritornare in Grecia. Dopo la caduta del governo fu co-direttrice dell'Opera Nazionale Greca dal 1974 al 1980 insieme a Christos Lambrakis.
È morta ad Atene nel 2009 all'età di 85 anni.

## Discografia
| Anno | Titolo Ruolo                | Cast                                                    | Direttore        | Etichetta     |
| ---- | --------------------------- | ------------------------------------------------------- | ---------------- | ------------- |
| 1952 | Dido and Æneas Strega       | Kirsten Flagstad, Thomas Hemsley, Elisabeth Schwarzkopf | Geraint Jones    | EMI           |
| 1954 | Il giro di vite Miss Jessel | Peter Pears, Jennifer Vyvyan, David Hemmings            | Benjamin Britten | Decca Records |
| 1959 | Dido and Æneas Strega       | Glaire Watson, Peter Pears, Jeannette Sinclair          | Benjamin Britten | BBC Music     |